# Scream Awards
The Scream Awards byla filmová cena udělovaná každý rok snímkům natočeným v žánrech horor, sci-fi, fantasy a komiks. Ceremoniál vysílala stanice Spike TV, která cenu předávala první rok jako Spike TV Scream Awards. Od druhého ceremoniál se cena začala jednoduše nazývat Scream, například Scream 2009. Výkonní producenti show byli Michael Levitt, Cindy Levitt a Casey Patterson. Ceny byly po předávání v roce 2011 zrušeny, bez udání důvodu.

## Produkce
Do nominací mohly být zahrnuty filmy natočené mezi obdobím ceremoniálů, které se vždy konaly v říjnu. Ceremoniál se natáčel v sobotu večer a vysílal se v úterý. Ne všechny ceny byly předané ve dvouhodinovém časovém slotu. V některých kategoriích jsou oznámeni rovnou vítězové, některé kategorie jsou zcela vynechané.
První ceremoniál se konal v divadle Pantages Theatre 7. října 2006. Od roku 2007 do roku 2010 se konal v losangeleském Greek Theatre. V roce 2011 se ceremoniál konala v studiích Universal Studios.
Kapely a zpěváci jako Ozzy Osbourne, Korn a My Chemical Romance vystoupili v živém vysílání.
Show také zahrnovala světové premiéry trailerů k připravovaným filmům, televizním seriálům, videa ze zákulisí natáčení, nepovedených scén z filmů.

## Ceremoniály
| Název              | Datum ceremoniálu | Datum vysílání |
| ------------------ | ----------------- | -------------- |
| Scream Awards 2006 | 9. října 2006     | 10. října 2006 |
| Scream Awards 2007 | 19. října 2007    | 23. října 2007 |
| Scream Awards 2008 | 18. října 2008    | 21. října 2008 |
| Scream Awards 2009 | 17. října 2009    | 27. října 2009 |
| Scream Awards 2010 | 16. října 2010    | 19. října 2010 |
| Scream Awards 2011 | 15. října 2011    | 18. října 2011 |

## Kategorie
- Nejlepší film
- Nejlepší televizní seriál
- Nejlepší herečka
- Nejlepší herec
- Nejlepší herečka ve vedlejší roli
- Nejlepší herec ve vedlejší roli
- Nejlepší cameo
- Nejlepší obsazení
- Nejlepší režisér
- Nejlepší scénář
- Nejlepší superhrdina
- Nejlepší zloduch
- Nejlepší komiks, který byl adaptovaný do filmů
- Nejzapamatovanější zmrzačení
- Nejlepší honička
- Souboj roku
- Objev roku - herečka, herec
- Scéna roku
- Nejlepší nezávislý film
- Nejlepší 3D film
- Nejlepší F/X
- Nejlepší komiksový autor
- Nejlepší komiksový umělec
- Nejlepší komiks zpracovaný do filmu